# Trophée Charles Ramsey
Die Trophée Charles Ramsey ist eine Eishockeytrophäe der Ligue Magnus, der höchsten französischen Eishockeyspielklasse. Die Trophäe wird seit 1978 an den Topscorer der Hauptrunde vergeben und ist nach dem US-amerikanischen Eishockeyspieler Charles Ramsey benannt, der in den 1930er-Jahren in Frankreich aktiv war. Rekordgewinner der Trophäe ist Franck Pajonkowski (fünfmal), gefolgt von Luc Tardif senior, der viermal Topscorer der Ligue Magnus war.

## Gewinner
| Jahr    | Spieler              | Team                                       | Tore | Assists | Punkte |
| ------- | -------------------- | ------------------------------------------ | ---- | ------- | ------ |
| 2023/24 | Alexandre Lavoie     | Brûleurs de Loups de Grenoble              | 15   | 42      | 57     |
| 2022/23 | François Beauchemin  | Dragons de Rouen                           | 27   | 50      | 77     |
| 2021/22 | Damien Fleury        | Brûleurs de Loups de Grenoble              | 31   | 38      | 69     |
| 2020/21 | Nicolas Deschamps    | Dragons de Rouen                           | 10   | 19      | 29     |
| 2019/20 | Alex Aleardi         | Brûleurs de Loups de Grenoble              | 26   | 37      | 63     |
| 2018/19 | Guillaume Leclerc    | Brûleurs de Loups de Grenoble              | 29   | 32      | 61     |
| 2017/18 | Alexandre Giroux     | Brûleurs de Loups de Grenoble              | 25   | 33      | 58     |
| 2016/17 | Samuel Takac         | Lyon Hockey Club                           | 24   | 37      | 61     |
| 2015/16 | Maxime Lacroix       | Ducs d'Angers                              | 22   | 25      | 47     |
| 2014/15 | Julien Desrosiers    | Dragons de Rouen                           | 9    | 38      | 47     |
| 2013/14 | Danick Bouchard      | HC Amiens Somme                            | 24   | 27      | 51     |
| 2012/13 | Francis Charland     | Chamonix Hockey Club                       | 30   | 17      | 47     |
| 2011/12 | Martin Gascon        | Club des Patineurs et Hockeyeurs Dijonnais | 15   | 44      | 59     |
| 2010/11 | Carl Mallette        | Dragons de Rouen                           | 25   | 32      | 57     |
| 2009/10 | Jonathan Bellemare   | Ducs d'Angers                              | 18   | 43      | 61     |
| 2008/09 | Jean-François Dufour | Diables Rouges de Briançon                 | 18   | 40      | 58     |
| 2007/08 | Marc-André Thinel    | Dragons de Rouen                           | 24   | 37      | 61     |
| 2006/07 | Marc-André Thinel    | Dragons de Rouen                           | 21   | 35      | 56     |
| 2005/06 | Carl Mallette        | Dragons de Rouen                           | 29   | 31      | 60     |
| 2004/05 | Steven Reinprecht    | Scorpions de Mulhouse                      | 20   | 27      | 47     |
| 2003/04 | François Rozenthal   | Gothiques d'Amiens                         | 22   | 18      | 40     |
| 2002/03 | Éric Doucet          | Dragons de Rouen                           | 38   | 44      | 82     |
| 2001/02 | Guillaume Besse      | Dragons de Rouen                           | 34   | 24      | 58     |
| 2000/01 | Juha Jokiharju       | Dragons de Rouen                           | 20   | 41      | 61     |
| 1999/00 | Juha Jokiharju       | Gothiques d'Amiens                         | 20   | 39      | 59     |
| 1998/99 | Josef Podlaha        | Brûleurs de Loups de Grenoble              | 29   | 36      | 65     |
| 1997/98 | Éric Pinard          | Dragons de Rouen                           | 44   | 35      | 79     |
| 1996/97 | Franck Pajonkowski   | Dragons de Rouen                           | 37   | 38      | 75     |
| 1995/96 | Franck Pajonkowski   | Dragons de Rouen                           | 37   | 21      | 58     |
| 1994/95 | Guy Fournier         | Dragons de Rouen                           | 28   | 31      | 59     |
| 1993/94 | Franck Pajonkowski   | Dragons de Rouen                           | 50   | 54      | 104    |
| 1992/93 | Claude Verret        | Dragons de Rouen                           | 40   | 43      | 83     |
| 1991/92 | Guy Fournier         | Dragons de Rouen                           | 33   | 31      | 64     |
| 1990/91 | Franck Pajonkowski   | Dragons de Rouen                           | 38   | 50      | 88     |
| 1989/90 | Jean-François Sauvé  | Association des sports de glace de Tours   | 43   | 62      | 105    |
| 1988/89 | André Côté           | Diables Rouges de Briançon                 | 35   | 69      | 104    |
| 1987/88 | Marc Gervais         | Ours de Villard-de-Lans                    | 50   | 36      | 86     |
| 1986/87 | Guy Fournier         | Viry-Châtillon Essonne Hockey              | 64   | 46      | 110    |
| 1985/86 | Guy Fournier         | Viry-Châtillon Essonne Hockey              | 46   | 42      | 88     |
| 1984/85 | Franck Pajonkowski   | Club des Sports de Megève                  | 42   | 42      | 84     |
| 1983/84 | Roland Cloutier      | Gap Hockey Club                            | 47   | 33      | 80     |
| 1982/83 | Luc Tardif senior    | Chamonix Hockey Club                       | 57   | 42      | 99     |
| 1981/82 | Roland Cloutier      | Association des Sports de Glace de Tours   | 27   | 28      | 55     |
| 1980/81 | Luc Tardif senior    | Chamonix Hockey Club                       | 41   | 29      | 70     |
| 1979/80 | Luc Tardif senior    | Chamonix Hockey Club                       | 44   | 22      | 66     |
| 1978/79 | Luc Tardif senior    | Chamonix Hockey Club                       | 41   | 25      | 66     |
| 1977/78 | Guy Dupuis           | Ours de Villard-de-Lans                    | 33   | 20      | 53     |